# Weyerlehner von Kratschberg

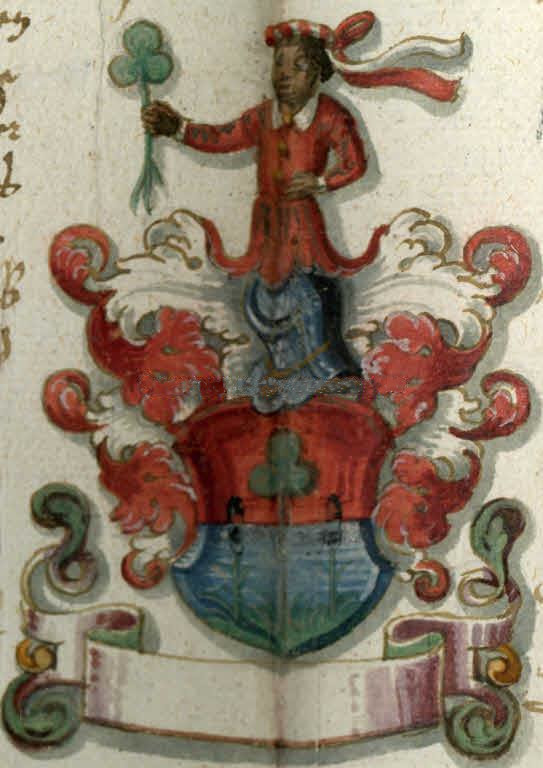
Stammwappen der Weyerlehner (1587)

Weyerle(c)hner von Kratschberg war der Name eines tirolischen Briefadelsgeschlechts aus Meran. 

## Geschichte
Die Familie, deren Namen mit einem Lehngut an einem Weiher in Verbindung stehen könnte, war ein altes Meraner Stadtgeschlecht und besaß dort 1578 ein Haus unter den Wasserlauben. Des Weiteren gehörten ihnen das Ottmannsgut auf dem Weg Richtung Gratsch sowie fünf andere außerhalb der Stadtmauer gelegene Häuser. Für das Jahr 1581 ist eine Stiftung von Elisabeth und Agnes Weyerlechner für die Pfarrkirche von Meran belegt. Am 11. September 1587 stellte der Tiroler Landesfürst Erzherzog Ferdinand II. den Brüdern und Bürgern von Meran Paul, Sigmund und Elias Weyerlechner zu Innsbruck einen Wappenbrief mit Lehensrechten aus.

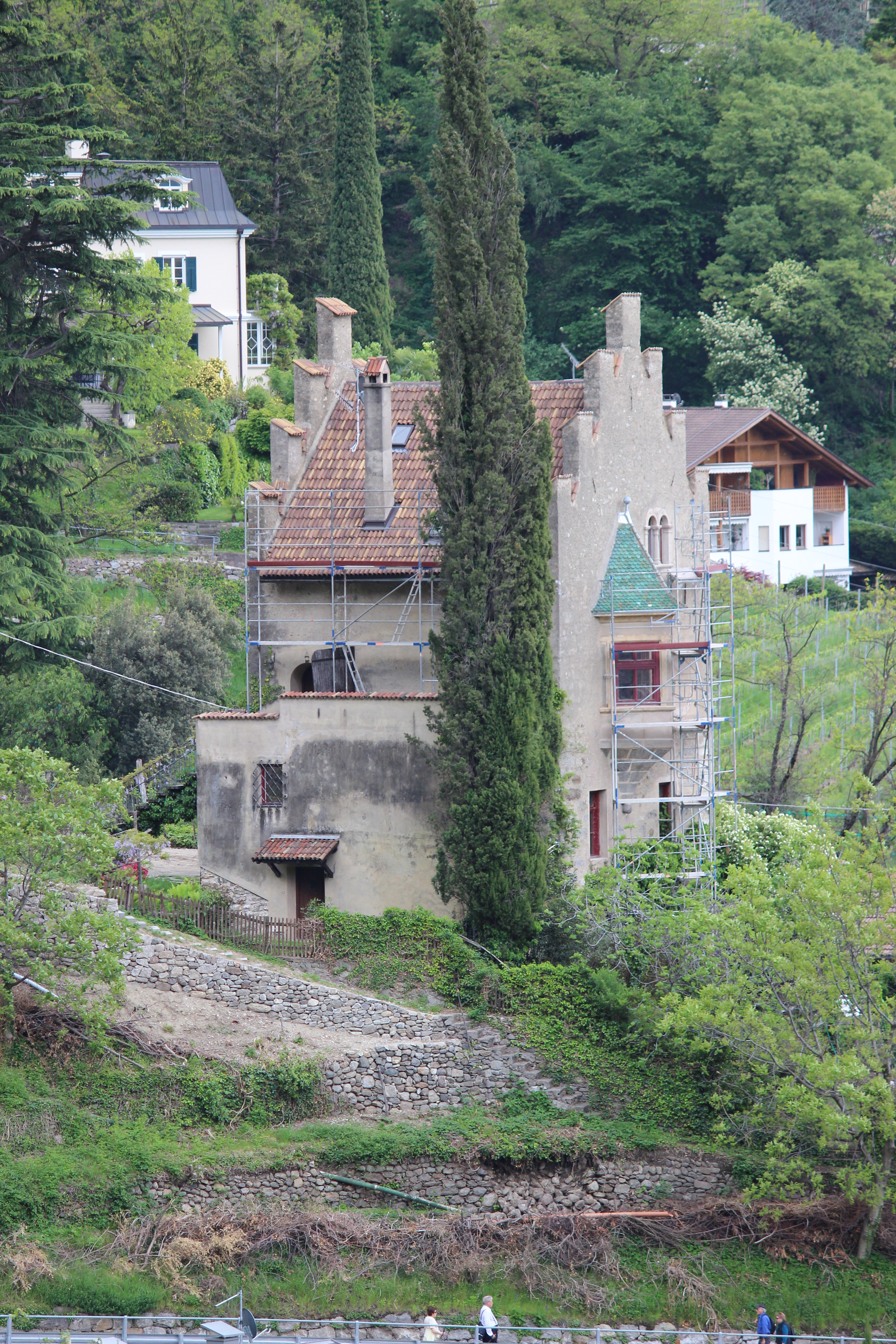
Wohnturm Gratschberg, bereits 1349 erwähnt

Paul Weyerlechner, 1604 und 1611 Bürgermeister von Meran, sowie 1602 und 1606 Stadt- und Landrichter, gehörte 1600 der unter Schloss Tirol gelegene Wohnturm Gratschberg, später ein Sommerfrischhaus. Letzterer war mit Sarah Elsasser zu Grienwald und Wunderegg verheiratet. Osias Weyerlechner bekleidete 1624 das Amt des Bürgermeisters von Meran. Am 8. Dezember 1635 erhob Kaiser Ferdinand II. den oberösterreichischen Regimentsadvokaten Paul und seinen Bruder Christoph Weyerlechner in den Reichsritterstand. Barbara, Tochter des Balthasar II. Kaufmann, der um 1601 noch in Sterzing lebte, war die Gattin des Christoph Weyrlechner, die 1666 in Meran verstarb. Nach Wißgrill soll Kaiser Friedrich III. ihrem Vorfahren Eberhard II. Kaufmann, Bürger zu Sterzing, bereits 1469 „sein adeliges Wappen gebessert und bestätigt“ haben. Nach Mayrhofen erhielt dagegen erst Johann (Hans) II. Kaufmann (um 1458–1537) aus Sterzing, 1515 Bürgermeister von Wien, von Maximilian I. im Jahr 1500 „ein stattliches Adelsdiplom und Wappenvermehrung“ für sich und seine Brüder. Im Jahr 1660 prozessierte sie, „Barbara Weyrlechnerinn gebohrnen Kaufmanninn“, zu Meran wider die „Paul Weyrlechnerische Erbs-Interessenten“ wegen eines „angesprochenen Guts“.